# آدالبرتو (بازیکن فوتبال، زاده ۱۹۸۷)
آدالبرتو (انگلیسی: Adalberto؛ زادهٔ ۲۱ ژوئیهٔ ۱۹۸۷) بازیکن فوتبال اهل برزیل است.
از باشگاه‌هایی که در آن بازی کرده‌است می‌توان به باشگاه فوتبال کریسیوما اشاره کرد.